# Saison 2006 de l'équipe cycliste Discovery Channel
L'équipe cycliste Discovery Channel participait en 2006 au ProTour.

## Préparation de la saison 2006

### Arrivées et départs
| Arrivées          | Équipe 2005                     |
| ----------------- | ------------------------------- |
| Vladimir Gusev    | CSC                             |
| Trent Lowe        | The Jittery Joe's-Zero Gravity  |
| Egoi Martínez     | Euskaltel-Euskadi               |
| Jurgen Van Goolen | Quick Step-Innergetic           |
| Matthew White     | Cofidis-Le Crédit par Téléphone |

| Départs                  | Équipe 2006            |
| ------------------------ | ---------------------- |
| Lance Armstrong          | Retraite               |
| Ryder Hesjedal           | Phonak Hearing Systems |
| Hayden Roulston          | Health Net-Maxxis      |
| Antonio Cruz             | Toyota-United          |
| Jonathan Patrick McCarty | Phonak Hearing Systems |
| Michael Creed            | TIAA-CREF              |

## Effectif
| Effectif 2006         | Effectif 2006     | Effectif 2006 | Effectif 2006                          |
| Cycliste              | Date de naissance | Pays          | Équipe précédente                      |
| --------------------- | ----------------- | ------------- | -------------------------------------- |
| José Azevedo          | 19 septembre 1973 | Portugal      | ONCE-Eroski (2003)                     |
| Michael Barry         | 18 décembre 1975  | Canada        | Saturn Cycling Team (2001)             |
| Manuel Beltrán        | 28 mai 1971       | Espagne       | Team Coast (2003)                      |
| Fumiyuki Beppu        | 10 avril 1983     | Japon         | Vélo-Club La Pomme Marseille (2004)    |
| Volodymyr Bileka      | 6 février 1979    | Ukraine       | Landbouwkrediet-Colnago (2004)         |
| Janez Brajkovič       | 18 décembre 1983  | Slovénie      | Krka-Adria Mobil (2005)                |
| Tom Danielson         | 13 mars 1978      | États-Unis    | Fassa Bortolo (2004)                   |
| Stijn Devolder        | 29 août 1979      | Belgique      | Vlaanderen-T-Interim (2003)            |
| Viatcheslav Ekimov    | 4 février 1966    | Russie        | Amica Chips-Costa de Almeria (1999)    |
| Vladimir Gusev        | 4 juillet 1982    | Russie        | CSC (2005)                             |
| Roger Hammond         | 30 janvier 1974   | Royaume-Uni   | Mr Bookmaker.com-Palmans (2004)        |
| George Hincapie       | 29 juin 1973      | États-Unis    | Motorola (1996)                        |
| Leif Hoste            | 17 juillet 1977   | Belgique      | Lotto-Domo (2004)                      |
| Benoît Joachim        | 14 janvier 1976   | Luxembourg    | De Nardi (1998)                        |
| Trent Lowe            | 8 octobre 1984    | Australie     | The Jittery Joe's-Zero Gravity (2005)  |
| Egoi Martínez         | 15 mai 1978       | Espagne       | Euskaltel-Euskadi (2005)               |
| Jason McCartney       | 3 septembre 1973  | États-Unis    | Health Net-Maxxis (2004)               |
| Guennadi Mikhailov    | 8 février 1974    | Russie        | Lotto-Adecco (2002)                    |
| Benjamín Noval        | 23 janvier 1979   | Espagne       | Colchon Relax - Fuenlabrada (2003)     |
| Pavel Padrnos         | 17 décembre 1970  | Tchéquie      | Saeco (2001)                           |
| Yaroslav Popovych     | 4 janvier 1980    | Ukraine       | Landbouwkrediet-Colnago (2004)         |
| José Luis Rubiera     | 27 janvier 1973   | Espagne       | Kelme-Costa Blanca (2000)              |
| Paolo Savoldelli      | 7 mai 1973        | Italie        | T-Mobile (2004)                        |
| Jurgen Van den Broeck | 1 février 1983    | Belgique      | Quick Step-Davitamon-Latexco (2003)    |
| Jurgen Van Goolen     | 28 novembre 1980  | Belgique      | Quick Step-Innergetic (2005)           |
| Max van Heeswijk      | 2 mars 1973       | Pays-Bas      | Domo-Farm Frites (2002)                |
| Matthew White         | 22 février 1974   | Australie     | Cofidis-Le Crédit par Téléphone (2005) |
|                       |                   |               |                                        |
| Source : UCI          |                   |               |                                        |

## Victoires
| Date       | Course                                         | Pays        | Classe | Vainqueur         |
| ---------- | ---------------------------------------------- | ----------- | ------ | ----------------- |
| 21/02/2006 | 2e étape du Tour de Californie                 | États-Unis  | 2.1    | George Hincapie   |
| 24/02/2006 | 5e étape du Tour de Californie                 | États-Unis  | 2.1    | George Hincapie   |
| 22/03/2006 | 2e étape du Tour de Castille-et-León           | Espagne     | 2.1    | Yaroslav Popovych |
| 28/03/2006 | 1re étape des Trois Jours de La Panne          | Belgique    | 2.HC   | Leif Hoste        |
| 30/03/2006 | 4e étape des Trois Jours de La Panne           | Belgique    | 2.HC   | Leif Hoste        |
| 30/03/2006 | Classement général des Trois Jours de La Panne | Belgique    | 2.HC   | Leif Hoste        |
| 19/04/2006 | 2e étape du Tour de Géorgie                    | États-Unis  | 2.HC   | Yaroslav Popovych |
| 22/04/2006 | 5e étape du Tour de Géorgie                    | États-Unis  | 2.HC   | Thomas Danielson  |
| 25/04/2006 | Prologue du Tour de Romandie                   | Suisse      | PT     | Paolo Savoldelli  |
| 06/05/2006 | 1re étape du Tour d'Italie                     | Italie      | PT     | Paolo Savoldelli  |
| 26/05/2006 | 3e étape A du Tour de Belgique                 | Belgique    | 2.1    | Stijn Devolder    |
| 23/06/2006 | Championnat du Japon du contre-la-montre       | Japon       | CN     | Fumiyuki Beppu    |
| 24/06/2006 | Championnat de Belgique du contre-la-montre    | Belgique    | CN     | Leif Hoste        |
| 25/06/2006 | Championnat du Japon sur route                 | Japon       | CN     | Fumiyuki Beppu    |
| 09/07/2006 | Classement général du Tour d'Autriche          | Autriche    | 2.HC   | Benoît Joachim    |
| 14/07/2006 | 12e étape du Tour de France                    | France      | PT     | Yaroslav Popovych |
| 23/07/2006 | Classement général du Tour de Saxe             | Allemagne   | 2.1    | Vladimir Gusev    |
| 01/08/2006 | Prologue du Tour d'Allemagne                   | Allemagne   | PT     | Vladimir Gusev    |
| 19/08/2006 | 4e étape du Eneco Tour                         | Pays-Bas    | PT     | George Hincapie   |
| 30/08/2006 | 2e étape du Tour de Grande-Bretagne            | Royaume-Uni | 2.1    | Roger Hammond     |
| 02/09/2006 | Championnat des États-Unis sur route           | États-Unis  | CN     | George Hincapie   |
| 04/09/2006 | 1re étape du Tour de Pologne                   | Pologne     | PT     | Max van Heeswijk  |
| 06/09/2006 | 11e étape du Tour d'Espagne                    | Espagne     | PT     | Egoi Martínez     |
| 13/09/2006 | 17e étape du Tour d'Espagne                    | Espagne     | PT     | Tom Danielson     |

## Classements UCI ProTour

### Individuel
| Rang | Coureur           | Points |
| ---- | ----------------- | ------ |
| 14   | George Hincapie   | 117    |
| 26   | Paolo Savoldelli  | 85     |
| 45   | José Azevedo      | 55     |
| 46   | Janez Brajkovič   | 55     |
| 53   | Tom Danielson     | 45     |
| 56   | Leif Hoste        | 44     |
| 68   | Vladimir Gusev    | 38     |
| 81   | Yaroslav Popovych | 30     |
| 88   | Stijn Devolder    | 26     |
| 94   | Manuel Beltrán    | 22     |
| 96   | Egoi Martínez     | 22     |
| 101  | José Luis Rubiera | 20     |
| 145  | Max van Heeswijk  | 6      |
| 200  | Jurgen Van Goolen | 2      |

### Équipe
L'équipe Discovery Channel a terminé à la 4e place avec 327 points.